# 林直孝 (脚本家)
林 直孝（はやし なおたか）は、MAGES.所属の日本の脚本家・ゲームシナリオライター。アニメーター・アニメーション監督の林直孝は同姓同名の別人。
実弟の林英樹は作詞家で、fhánaなどに詞を提供している。

## 人物
小学生の頃までは漫画家になりたいと思ってノートに漫画を書いていたが、絵が下手であることから、中学生の頃に小説を書き始めた。
その後、小説家を目指して専門学校で学んでいたところ、先輩より依頼を受けたシナリオの仕事を引き受けたことがきっかけとなりゲーム業界に入った。文筆業を目指した理由については、子供の頃から妄想が強かったことや、平凡でない物語への憧れと語っている。また、影響を受けた人物として村山由佳と神林長平の2人を挙げている。

## 作品リスト

### ゲーム
- 科学アドベンチャーシリーズ
  - CHAOS;HEAD
  - STEINS;GATE
  - ROBOTICS;NOTES
  - CHAOS;CHILD
- Memories Offシリーズ
  - Memories Off 〜それから〜
  - Memories Off #5 とぎれたフィルム
- アイテムゲッター 〜僕らの科学と魔法の関係〜
- Lの季節2 invisible memories
- Remember11 -the age of infinity-
- 12RIVEN -the Ψcliminal of integral-
- プラスティック・メモリーズ [4]
- ブレイブリーデフォルト

### アニメ

#### テレビアニメ
2011年
- STEINS;GATE（シナリオ監修・脚本）

2012年
- ROBOTICS;NOTES（ - 2013年、シナリオ監修）

2015年
- STEINS；GATE（β）（脚本）
- プラスティック・メモリーズ（原案・全話脚本）

2017年
- CHAOS;CHILD（シナリオ監修）

2018年
- ダーリン・イン・ザ・フランキス（シリーズ構成・脚本）
- シュタインズ・ゲート ゼロ（シナリオ監修）

#### 劇場アニメ
2013年
- 劇場版 STEINS;GATE 負荷領域のデジャヴ（シナリオ監修）

2017年
- CHAOS;CHILD SILENT SKY（シナリオ監修）

#### OVA
2006年
- Memories off #5 とぎれたフィルム THE ANIMATION（脚本）

#### Webアニメ
2014年
- STEINS;GATE 聡明叡智のコグニティブ・コンピューティング（脚本）

### 小説
- Memories Off #5 -Promise&Wish-（2005年12月 メディアワークス）
- 鏡原れぼりゅーしょん（2008年11月 一迅社文庫）
- プラスティック・メモリーズ -Heartfelt Thanks-（2016年9月 電撃文庫）

### 作詞
- プラスティック・メモリーズ
  - Ring of Fortune - 歌：佐々木恵梨（オープニングテーマ）
  - 朝焼けのスターマイン - 歌：今井麻美（エンディングテーマ）
  - 好きなので。 - 歌：アイラ（雨宮天）（第10話挿入歌、林英樹との共作）